# Herman van de Kaa
Hermannes (Herman) van de Kaa (Lunteren, 2 juni 1926 – 20 december 2020) was een Nederlands verzetsstrijder. Hij trad op als koerier en was een van de gidsen tijdens Operatie Pegasus I.

## Levensloop
Van de Kaa's vader was schilder. Herman trad in zijn voetsporen. Tijdens de Tweede Wereldoorlog zaten de Edese verzetsmannen Marten Wiegeraadt en Henk Wildenburg in het ouderlijk huis in Lunteren ondergedoken. Bij hem thuis werden onderduikers voor een korte tijd ondergebracht en vandaar uit herverdeeld. Van de Kaa raakte via Wiegeraadt en Wildenburg bij het verzet betrokken als koerier. Hij bracht berichten, bonkaarten en onderduikers over van A naar B. In 1943 kreeg de familie bezoek van de Sicherheitsdienst. Van de Kaa werd er van verdacht naar Radio Oranje te luisteren. Dat deed hij nooit, maar tijdens het huisbezoek zagen zij wel andere belastende informatie over het hoofd.
Na de door de geallieerden verloren Slag om Arnhem waren er veel Britse militairen achtergebleven in de regio. Zij werden door het verzet opgevangen. In de nacht van 22 op 23 oktober 1944 vond er onder de naam Operatie Pegasus I een grote ontsnapping plaats. Honderdveertig man slopen dwars door de Duitse linies en staken tussen Renkum en Wageningen de Rijn over richting bevrijd gebied. Van Driekus van de Pol kreeg Van de Kaa de opdracht om samen met vier anderen naar Barneveld te fietsen, waar bij een molenaar vijf geallieerde soldaten werden opgehaald. Zij werden per fiets naar het verzamelpunt nabij Bennekom vervoerd.
Van eind november 1944 tot de bevrijding in april 1945 zat Van de Kaa ondergedoken. De reden daarvoor was dat er mensen opgepakt waren die op de hoogte waren van zijn verzetsactiviteiten.

### Na de oorlog
Van de Kaa was een van de stichters van de hervormde Maranathakerk in Lunteren. In die gemeente was hij ouderling. Daarnaast was hij 21 jaar secretaris van de Stichting Sociaal Cultureel Vormingswerk en 28 jaar bestuurslid van de Rabobank Lunteren.

## Levensloop
Van de Kaa trouwde in 1952. Samen met zijn vrouw kreeg hij drie kinderen. In 2012 werd hij onderscheiden als lid in de Orde van Oranje-Nassau.